# Памятник князю Петру и княгине Февронии (Батайск)
Памятник князю Петру и княгине Февронии — скульптурное произведение, установленное в центре города Батайска Ростовской области. На территории России существует свыше 10 памятников, установленных Петру и Февронии.

## История
Открытие памятника князю Петру и княгине Февронии состоялось 3 ноября 2011 года в городе Батайске. Скульптура изображает князя Петра — второго сына Муромского князя Юрия Владимировича — и его жену Февронию, которые согласно преданиям, преодолели сложный путь на пути к счастливой супружеской жизни.
Они были причислены к лику святых. Памятник был установлен по благословению Митрополита Ростовского и Новочеркасского Меркурия при поддержке губернатора Ростовской области Василия Голубева.
Для изготовления памятника использовалась бронза. Монумент располагается у входа в городской культурно-досуговый центр. Автором скульптуры стал Сергей Исаков. Работа над ней длилась около 6 лет. Вес скульптуры составил 2 тонны, высота вместе с постаментом — около 4 метров. Князь Пётр и княгиня Феврония запечатлены отпускающими в небо голубя. Сверху на молодожёнов смотрит ангел, который по замыслу автора, будет гарантировать сохранность их брака.
В июле 2015 года впервые был проведён Молебен у памятника Петру и Февронии. Он прошёл с чтением акафиста Муромским чудотворцам, покровителям семьи и брака. Участие в мероприятии принимало свыше 25 священников Азовского благочиния. А на самой службе присутствовало более 100 граждан православного вероисповедания.